# 久保田智子
久保田 智子（くぼた ともこ、1977年1月24日 - ）は、TBSテレビの元報道記者。元アナウンサー。TBSテレビを退職し、2024年4月1日付で姫路市教育長に就任した（任期3年）。

## 来歴
神奈川県横浜市で出生。神奈川県横浜市、海老名市、広島県東広島市育ち。

### 学生時代
小学校までは神奈川県で過ごし、海老名市立有鹿小学校、横浜市立緑小学校、横浜市立竹山小学校に通学した。
中学校1年の時に広島県東広島市高屋に転居した。このため、公式プロフィールでは広島県出身としている。東広島市立高屋中学校、広島県立広島皆実高等学校卒業。高校1年の夏休みに、アメリカ合衆国カリフォルニア州チノ市でホームステイした。中学・高校時代は不良だったと述べている。
広島皆実高等学校時代の同級生には元プロサッカー選手の山根巌が居り、1期上の先輩に元プロサッカー選手の下田崇（現サンフレッチェ広島コーチ、元サッカー日本代表選手）、1期下の後輩にアニメーション作家のひだかしんさく、2期下の後輩に為末大（元陸上競技選手）がいる。
東京外国語大学外国語学部欧米第一課程英語専攻に入学。受験に際して、地元志向の強い周りの同級生から異物扱いされ、本人も記念受験であることを強調したが、同大学の他、東京の私大すべてに合格した。大学3年次にカリフォルニア大学リバーサイド校への留学経験がある。また、竹内香苗は1年後輩にあたり、TBSでも2012年に退社するまで後輩であった。

### TBSに入社
2000年4月にTBS（東京放送）にアナウンサー第35期生として入社（同期は山内あゆ）。
2001年から『はなまるマーケット』の当時レギュラーだった森尾由美が司会を務めていた「お願い!すすメール」というコーナーで、同僚の山内あゆと共に出演していた。
2001年から2008年までの7年間、『どうぶつ奇想天外!』4代目アシスタントを務める。『どうぶつ奇想天外!』の番組中で自身のキャラクターとしてペンギンのマペットをデザインし、TBSショップで販売していたこともあった。また番組の企画で猫を飼い始めたのがきっかけで、自身の愛猫家ぶりをTBSアナウンサーブログに綴るようになる。
2002年4月からは入社3年目にして朝の情報番組『おはよう!グッデイ』のメインキャスターを元フジテレビアナウンサーで編成局専任局長だった露木茂と共に1年間務め、2003年からは『おはよう!グッデイ』の後枠番組としてスタートした『ウォッチ!』に先輩である土井敏之と1年間引き続きメインキャスターを務めた後に2004年3月29日より再び『はなまるマーケット』に再登板、斎藤哲也と共にアシスタントとして出演し、主に『とくまる』『はなまるカフェ』『水野真紀の気ままに1DAYレッスン』を担当していた。
2004年9月27日からは小倉弘子の後任として『筑紫哲也 NEWS23』（以下『NEWS23』）のスポーツコーナーを担当、長らく朝番組を務めてきた久保田にとって初めて深夜番組のキャスターとなった。その間、2004年10月、旧TBSの企業再編により、ほかの全アナウンサーとともに、TBSテレビ（旧TBS系テレビ制作子会社3社合併により発足した会社）へ出向。『NEWS23』には2年間登板したが、番組リニューアルに伴い2006年9月22日の放送を最後に降板。しかし、降板直前の放送における落合博満（当時中日ドラゴンズ監督）へのインタビューがきっかけとなり、また自身の後任者であった高野貴裕が取材に行けなかった関係から、同年10月10日の中日のリーグ優勝決定当日には、降板後にもかかわらず同番組に登場し祝賀会のリポーターを務めた。ただし、ビールかけ実施は番組終了後のため生放送はされず、翌日の同局の各ニュース・情報番組などで取材VTRが使用されたのみだった。
『NEWS23』を降板後は昼枠に転じて2006年10月2日から2009年3月26日までは昼の情報番組『2時っチャオ!』のアシスタントを務めていた。
2008年3月8日、J-WAVEのラジオ番組『RADIO DONUTS』にゲスト出演した。放送局のアナウンサーが系列外の放送局の番組に出演するのは数少ない例であるが、同番組に、かつて『NEWS23』で共演していた山田玲奈がアシスタントとしてレギュラー出演していたことから実現した。
業務の都合上、週6日勤務のハードスケジュールをこなしていた時期が過去に3回あった。
- 2008年10月から2009年7月まで…従来の『2時っチャオ!』に加え、『報道特集』[注釈 3]のニュースを担当。この時点で後輩の蓮見孝之・岡村仁美らも週6日勤務だった。『2時っチャオ!』終了後も新たな帯番組『サカスさん』を担当していたが、同番組が週5日から週4日の放送に縮小され（同年9月終了）、一旦は生放送への週6日出演はおよそ10か月で解消。
- 2010年1月から9か月間…『みのもんたの朝ズバッ!』出演のため『報道特集NEXT』→『報道特集』と合わせて再び週6日勤務となっていた。
- 2011年4月から5か月間…『Nスタ』出演のため、『報道特集』とラジオ『プレシャスサンデー』と合わせて三度目の週6日勤務となったが、同年8月に『報道特集』を降板した。

2009年4月1日、旧TBS（東京放送）が持ち株会社「東京放送ホールディングス（TBSHD）」になったことに伴い、ほかの（2004年度までに旧TBSへ入社した）アナウンサーとともに、正式にTBSテレビ所属のアナウンサーとなった。
2010年以後は報道・情報系番組にシフトチェンジし、2012年4月から1年間は堀尾正明と共に『Nスタ』キャスターを務めた。
2013年4月から報道局外信部兼務となり、アナウンサー兼記者となる。同年8月1日付でアメリカ合衆国のニューヨーク支局へ赴任することとなったが、2014年2月19日に帰国したことをブログにて報告した。ちなみに同支局には、2004年10月から2005年7月まで、先輩アナウンサー・小川知子が研修を兼ねて派遣されていた。しかし、特派員として海外の支局へ正式に赴任したTBSアナウンサーは、久保田が初めてである。
2014年、アメリカ合衆国からの帰国と共に報道局政治部へ異動となり、併せて土曜朝の新番組『報道LIVE あさチャン!サタデー』の出演者に名を連ねている。2015年4月からは経済部へ異動した。
2015年5月5日、日本テレビの政治部記者である平本典昭と結婚。
2015年11月30日から2016年2月5日まで、産休の膳場貴子に代わって『NEWS23』のメインキャスターを務めた。これにより4度目の週6日勤務となっていた。
2016年3月26日、最後の担当番組『報道LIVE あさチャン!サタデー』を降板し、放送終了後に公式ブログで「ニューヨーク駐在の夫と一緒に生活する為、TBSを退職する」ことを発表した。尚、年次有給休暇の残留分を消化するため、遅くとも2017年6月までTBSに籍を残していた。

### アメリカで生活
2017年4月、ニューヨーク支局勤務となっていたパートナーとアメリカでの生活を始める。
2017年9月1日よりコロンビア大学大学院東アジア研究所客員研究員および同大学院修士課程在籍（オーラルヒストリー専攻）。
2017年より日米財団主催の日米リーダーシップ・プログラムの日本代表メンバー（任期2年）。
2017年12月、広島市が進める被爆体験伝承者養成事業に応募し、研修中である。
2018年5月にコロンビア大学修士課程を修了。

### 日本へ帰国
2018年12月に帰国。
2019年1月28日、特別養子縁組制度で3380gの女児の母となる（1月23日に誕生）。
2019年4月から東京大学大学院情報学環・学際情報学府博士課程へ進学し渡邉英徳研究室に所属。

### TBSに復職
2020年12月1日、TBSに新設されたジョブリターン制度を利用し、TBSテレビ報道局に復職した。また、前年に特別養子縁組制度で母となっていたことを発表した。 
2021年3月23日、『news23』の特別養子縁組制度に関するニュースで、経験者の立場としてテレビ出演した。
2022年現在は報道局デジタル編集部に所属し、「TBS NEWS DIG」の編集長である。同サイトに掲載するニュース記事の執筆や、公式YouTubeチャンネルの出演、『news23』に出演して特集記事の紹介など多岐に渡り担当していた。
2024年3月、任期満了で退任する姫路市教育長の後任に就任することが兵庫県姫路市議会によって承認された。姫路市によると、教育長の任期は3年。久保田はTBSを退職した上で保育園に通う娘とともに姫路市に転居し
、4月1日付で就任した。姫路女学院中学校・高等学校での非常勤講師の経験もきっかけのひとつとされる。なお、姫路女学院中学校・高等学校の運営母体・摺河（するが）学園の元学園長である山田基靖が同時に副市長に選任された。

## 人物

### 家族
- 父親は広島県出身の会社員で、母親は新潟県佐渡出身[1]、妹が1人いる。
- 夫、娘と共に『Newsweek』日本版に登場し、特別養子縁組制度や自身の経験談を述べている[37]。
- 『どうぶつ奇想天外!』のロケがきっかけで猫好きになり、自宅で2匹の猫（ロシアンブルーの母猫「モネ」と、モネの娘にあたる「マネ」）を飼っている。ちなみに、久保田のブログのトップページにはモネ･マネのイラストが起用されている。
- 2008年2月に初の書き下ろしエッセイ本『日日猫猫』を発表。本の発売直後の2月24日には、東京・銀座の書店でサイン会を挙行した。この本を発売するほどにプライベートでは猫中心の生活だという。

### 趣味・特技
- 大学時代は英語を専攻していたため、英会話が得意。TOEICスコア920点の実力で、ハリウッド・スターが来日しTBSを訪れた際には、流暢な英語で通訳を務めた。しかし、久保田自身はかつて担当していた『日刊ゲンダイ』（株式会社日刊現代）のコラムにて執筆当時会社の同僚だった「海保（知里）さん、（竹内）香苗の方が私より英語が上手いです」と記していた。
- 大変な映画好きであり、愛読書は蓮實重彦の『監督小津安二郎』。蓮實重彦とは何度か対談した経験もある。
- 2012年に全米ヨガアライアンス認定のヨガインストラクターの資格を取得した[38]。

### エピソード
- ほぼ日刊イトイ新聞の連載漫画『TVウォッチャーの逆襲』第241回で同じ広島出身の大本彩乃（通称のっち・Perfume）に似ているとネタにされたこともある。
- お笑い芸人のビビる大木は、一番好きな女性アナウンサーに久保田の名前を挙げている。

### アルバイト
- 大学時代の1995年に日本マクドナルドの西台店でアルバイトを3か月間だけしていたことがある。また、山陽自動車道小谷サービスエリア（東広島市）のレストランで、高校時代にアルバイトをしていたこともある。

### マラソンランナー
- 2005年、ホノルルマラソンに当時『NEWS23』内「サッカー23」のコーナーを担当していた中西哲生と共に出場。これが久保田のマラソン初挑戦となった。サブ5（4時間台）を目標に完走するも、ゴールゲートの時計はわずかに5時間を超えており、悔し涙を見せたが、後日、ネットタイムとしては4時間50分台であり、5時間を切ることができていたことが判明した[注釈 4][注釈 5]。
- 久保田はその後もホノルルマラソンには2014年を除いて[注釈 6]毎年出場し、いずれの年も完走を果たしている。2010年は当時レギュラー出演していた『報道特集』、2011年には『第44回日本有線大賞』とそれぞれ土曜日（JST）の生放送の番組に出演した後、ホノルルに直行し出場した。久保田は当大会のフルマラソンで4時間を切ることを目標にしている[39]。
- 一方、東京マラソンには個人でこれまで3度出場し、いずれも完走を果たしている。2009年の第3回大会に初出場し、4時間6分26秒で完走[40]。2010年の第4回大会に出場した際には、前回よりも10分近く早い3時間57分56秒で完走し、サブ4（3時間台）を達成。2011年の第5回大会は出場しなかった[注釈 7]が、2012年の第6回大会に2年ぶりに出場し3時間55分21秒で完走している[41]。

## 過去の出演番組

### 地上波（TBSテレビ）
レギュラー
- めっけMON![3][4]
- Spo LOVE 2001（[注釈 8]）
- 王様のブランチ[3][4]（2001年4月 - 2002年3月）
- JNNスポーツ&ニュース（日曜担当、2001年10月 - 2002年3月）
- おはよう!グッデイ（2002年4月 - 2004年3月）
- はなまるマーケット（2001年 - 2002年3月、2004年3月 - 9月）
- 筑紫哲也 NEWS23（月 - 金曜、スポーツ担当キャスター、2004年秋 - 2006年秋）
- ヤレデキ!世界大挑戦（2007年9月 - 2008年2月）
- どうぶつ奇想天外!（4代目アシスタント、2001年10月 - 2008年9月）
- 2時っチャオ!（アシスタント、2006年10月 - 2009年3月）
- サカスさん（2009年3月30日 - 9月24日）
- オレたち!クイズMAN（アシスタント、単発で2009年9月22日に放送した後、レギュラー放送は同年10月18日 - 2010年7月25日（ただし2010年4月以降はほとんど出演せず））
- みのもんたの朝ズバッ!（2010年1月4日 - 2010年9月24日）
- 報道特集NEXT→報道特集[注釈 3]（2008年10月 - 2011年8月20日）
- Nスタ - キャスター（2011年4月4日 - 2013年3月29日）[注釈 9]
  - 2013年4月以降は報道局記者として不定期で出演している[注釈 10]。
- News23（メインキャスター、2015年11月30日 - 2016年2月5日）[13][注釈 11]
- news23 （2022年 - 2024年）「TBS NEWS DIG」で取り上げた記事の紹介（久保田智子編集長の“深掘り”解説）
- 報道LIVE あさチャン!サタデー（メインキャスター、2014年4月5日 - 2016年3月26日）
  - 番組開始から2015年3月28日までは特集キャスターを担当。
  - 2015年4月4日からは番組内のJNNニュースも担当。

単発・不定期
- 日本有線大賞 司会（2002年12月13日・2010年11月18日・2011年12月10日・2012年11月14日）
- オールスター赤面申告!ハプニング大賞（春・秋・冬、- 2003年）
- 関口宏の東京フレンドパークIITBS局アナ軍団来襲で赤面大クラッシュ!!スペシャル（2006年4月3日）
- DOORS 2006 サブMC  （2006年9月24日）
- ズバリ言うわよ! 炎の4時間メッタ斬りSP ズバリ全国女子アナ幸せ白書 （2006年10月3日）
- うたばん（山内あゆアナウンサーが出演できない時の非常勤として不定期出演　2007年8月2日、2008年10月以降に数回出演）
- オールスター感謝祭'12秋 超豪華!クイズ決定版（赤坂5丁目ミニマラソンランナーとして出演、2012年9月29日）
- 乱!総選挙2012（2012年12月16日）
- ハッピーあにまる2016 可愛い&愉快&ふしぎどうぶつ大集合!（2016年1月4日）
- news23 （特別養子縁組制度に関するニュースで、経験者の立場として出演。2021年3月23日）

### BS・CSテレビ
BS-TBS
- 政策討論 われらの時代（2009年4月5日 - 2012年3月25日）

TBSチャンネル
- 久保田智子の日本全国ラーメン選手権〜熊本編〜
- 久保田智子の日本全国駅弁選手権「函館本線」（2007年7月）
- 久保田智子のハワイ島 コナコーヒー紀行（2009年12月）

TBSニュースバード
- CATCH THE WORLD（報道局外信部所属時に数回出演）

#### ラジオ
注記のない限りTBSラジオ
- ミュージックキャラバン（中継）[3][4]
- こども音楽コンクール[3][4]
- こちら山中デスクです（アシスタント 2007年4月 - 2009年3月）
- 久保田智子 プレシャスサンデー（パーソナリティ 2010年10月10日 - 2011年10月2日）
  - 豊田綾乃 プレシャスサンデー（2007年4月8日、豊田の体調不良による休みのため、パーソナリティ代役）
- 久米宏 ラジオなんですけど（2007年11月3日、小島慶子が休暇のためアシスタント代役）
- 小島慶子 キラ☆キラ（2010年3月17日・8月2日、小島が休暇のため代役）
- Wanted!!（水曜日担当、2013年1月2日 - 3月27日）
- RADIO DONUTS（J-WAVE、2008年3月8日にゲスト出演）
- 荻上チキ・Session（TBSラジオ、2022年5月24日 、荻上が休暇のため代役[42]）

## 出演映画
- 半落ち#（2004年公開、東映系）レポーター 役
- チーム・バチスタの栄光（2008年公開、東宝系）レポーター 役
- 私の家族（2024年公開）※兼監督[43]

## 書誌
著書
- 日日猫猫（2008年3月9日、ワニブックス発行）ISBN 978-4-8470-1761-2

雑誌記事
- 息切れ - 本人による小説デビュー作。『群像』2012年7月号（2012年6月7日発売、講談社発行）掲載。
- 『Newsweek』日本版「ルポ 特別養子縁組が生む幸せのカタチ」p.18-27（2020年12月22日号、CCCメディアハウス）